# 麓谷站
麓谷站（规划名为尖山站），位于中华人民共和国湖南省长沙市岳麓区东方红镇金南村，东方红路西侧，是长株潭城际铁路上的火车站，于2017年12月26日启用，由广州铁路集团管辖。2020年5月8日原长沙西站因配合常益长铁路铁路施工而停办客运业务，本站开始承接所有长株潭城际本线列车的始发终到业务。

## 车站结构
该站为高架车站。

## 车站周边
- 尖山
- 麓谷街道

## 外部連結
- 中国铁路客户服务中心（页面存档备份，存于）